# Ixpuchapan
Ixpuchapan är en ort i Mexiko.   Den ligger i kommunen Jáltipan och delstaten Veracruz, i den sydöstra delen av landet, 500 km öster om huvudstaden Mexico City. Ixpuchapan ligger 16 meter över havet och antalet invånare är 248.
Terrängen runt Ixpuchapan är mycket platt. Runt Ixpuchapan är det ganska glesbefolkat, med 29 invånare per kvadratkilometer. Närmaste större samhälle är Texistepec, 17,5 km nordväst om Ixpuchapan. Omgivningarna runt Ixpuchapan är en mosaik av jordbruksmark och naturlig växtlighet.